# Braquage à l'italienne (jeu vidéo)
Pour les articles homonymes, voir The Italian Job.
Braquage à l'italienne (titre original : The Italian Job) est un jeu vidéo de course développé par Climax Brighton et édité par Eidos Interactive, sorti en 2003 sur PlayStation 2, Xbox et GameCube. C'est l'adaptation du film homonyme sorti la même année.